# Acronicta barnesii
Acronicta barnesii is een vlinder uit de familie van de uilen (Noctuidae). De wetenschappelijke naam van de soort is voor het eerst geldig gepubliceerd in 1897 door John Bernhardt Smith.